# Zhang Guangdou
Zhang Guangdou (1 de mayo de 1912 - 21 de junio de 2013) fue un especialista en ingeniería hidráulica, profesor y vicepresidente de la Universidad Tsinghua y miembro de la Academia China de las Ciencias y la Academia China de Ingeniería.

## Biografía
Zhang se graduó de la Universidad Nacional Chiao Tung (ahora Universidad de Shanghái Jiao Tong) en 1934, obtuvo su título de Maestría en Ingeniería Civil de la Universidad de California en Berkeley en 1936 y una maestría en Ingeniería Mecánica de la Universidad de Harvard en 1937.
Zhang fue el jefe de diseño del embalse de Miyun y el motor Yuzixi. También estuvo involucrado en el diseño de muchos de los proyectos hidráulicos y de energía hidroeléctrica más importantes, incluyendo Sanmenxia, Danjiangkou, Gezhouba, Ertan, Geheyan, Xiaolangdi y la Presa de las Tres Gargantas.
Zhang recibió numerosos galardones, entre ellos el Premio Internacional Haas de la Universidad de Berkeley (1981), el Premio Nacional al Avance Tecnológico (2º Premio, 1985), el Premio al Avance Tecnológico Ho Leung Ho Lee (1995) y el Premio a los Logros Tecnológicos de la Academia China de Ingeniería (1996).[cita requerida]  Fue elegido miembro de la Academia China de Ciencias en 1955, y de la Academia China de Ingeniería en 1994. También fue elegido miembro extranjero de la Academia Nacional de Ingeniería de México en 1981.